# Melchior de la Vallée

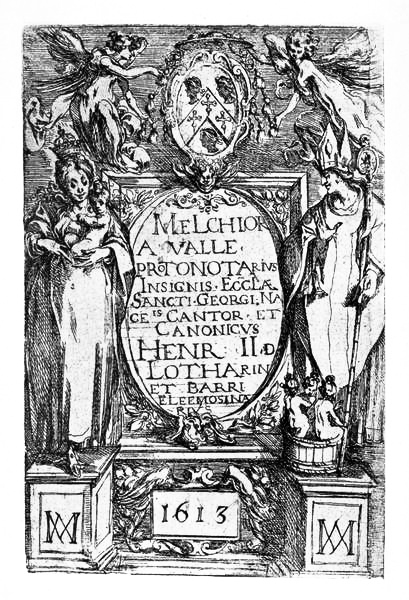
Ex-libris par Jacques Bellange

Melchior de la Vallée était  chanoine de la collégiale Saint-Georges de Nancy. Protégé du duc Henri II de Lorraine, il devint un riche propriétaire terrien. Accusé de sorcellerie par  le duc Charles IV, il est condamné au bûcher en 1631.

## Protection du duc Henri
Melchior de la Vallée est né dans une riche famille bourgeoise, son père Humbert Vallée était orfèvre à Nancy. Ordonné prêtre, il étudie le droit et devient docteur en droit canon.
Le duc Henry II de Lorraine le nomme clerc vers 1600 et aumônier en 1608, puis premier aumônier. En 1608, il baptise Nicole, fille aînée du duc. Il devient chanoine et chantre de la Collégiale Saint-Georges de Nancy.
Il bénéficiera aussi de prébendes de nombreuses autres institutions comme la collégiale Saint-Michel de Nancy ou de l'église Notre-Dame de Saint-Nicolas-de-Port.
Il est élevé à la dignité de protonotaire apostolique.
En 1615, il s'installe dans le quartier Sainte-Anne à Laxou (actuelle rue Aristide-Briand). Il agrandira progressivement son domaine par diverses acquisitions. Il possédait des terres, des prés, des vignes, à Laxou et à Buthégnémont. Il y fit construire un moulin et le petit domaine rural qu'il exploitait. Ce domaine était assujetti à un cens seigneurial en nature (1 pinte d'huile) et en espèces (2 gros et huit deniers) versé annuellement à la Commanderie Saint-Georges. Le 15 octobre 1620, le duc Henri lui abandonna les droits seigneuriaux sur le village. 
Le 26 mai 1630, le pape Urbain VIII accorda des indulgences aux pèlerins qui visiteraient la chapelle du domaine de Sainte-Anne.

## Successions de la maison de Lorraine
La loi salique n'étant alors pas en vigueur en Lorraine et Henri n'ayant pas d'héritiers mâles, le duché devait revenir à sa fille aînée Nicole. Mais un testament de René II - retrouvé fort à propos - spécifiait que le duché ne pouvait se transmettre qu'en lignée masculine, succession qui était revendiquée par son cousin germain Charles de Vaudémont, le fils aîné de son oncle François, comte de Vaudémont. Après d'âpres négociations, Nicole l'épouse le 23 mai 1621. Melchior de la Vallée s'était opposé à cette union.
Henri II décède le 31 juillet 1624, ses dernières dispositions spécifiant que Charles de Vaudémont ne tenait son autorité que de sa femme. En novembre 1625, François de Vaudémont obtient cependant le duché, il abdique quelques jours plus tard au profit de son fils Charles.
Sans support, Melchior commence à avoir des ennuis avec son chapitre. Ses collègues de Saint Georges avaient en effet souffert de son humeur hautaine et il n'était donc guère apprécié. En 1628, il est condamné à un sévère pénitencier.
Souhaitant se séparer de son épouse Nicole, le duc Charles veut faire annuler son mariage par Rome. Pour arriver à ses fins, il prétend que celui-ci n'est pas valide car Nicole n'a pas été baptisée chrétiennement. Il accuse en effet celui qui avait accompli cet office, Melchior de la Vallée, de sorcellerie.
En mai 1631, Melchior de la Vallée est arrêté pour sorcellerie, emprisonné à la Craffe puis à Condé-sur-Moselle (aujourd'hui Custines). Il est condamné au bûcher en juillet 1631. 
Ses biens furent dispersés et sur ses terres sera fondée la Chartreuse de Sainte-Anne, transférée ensuite à la Chartreuse de Bosserville.